# Taharahaus (Allersheim)

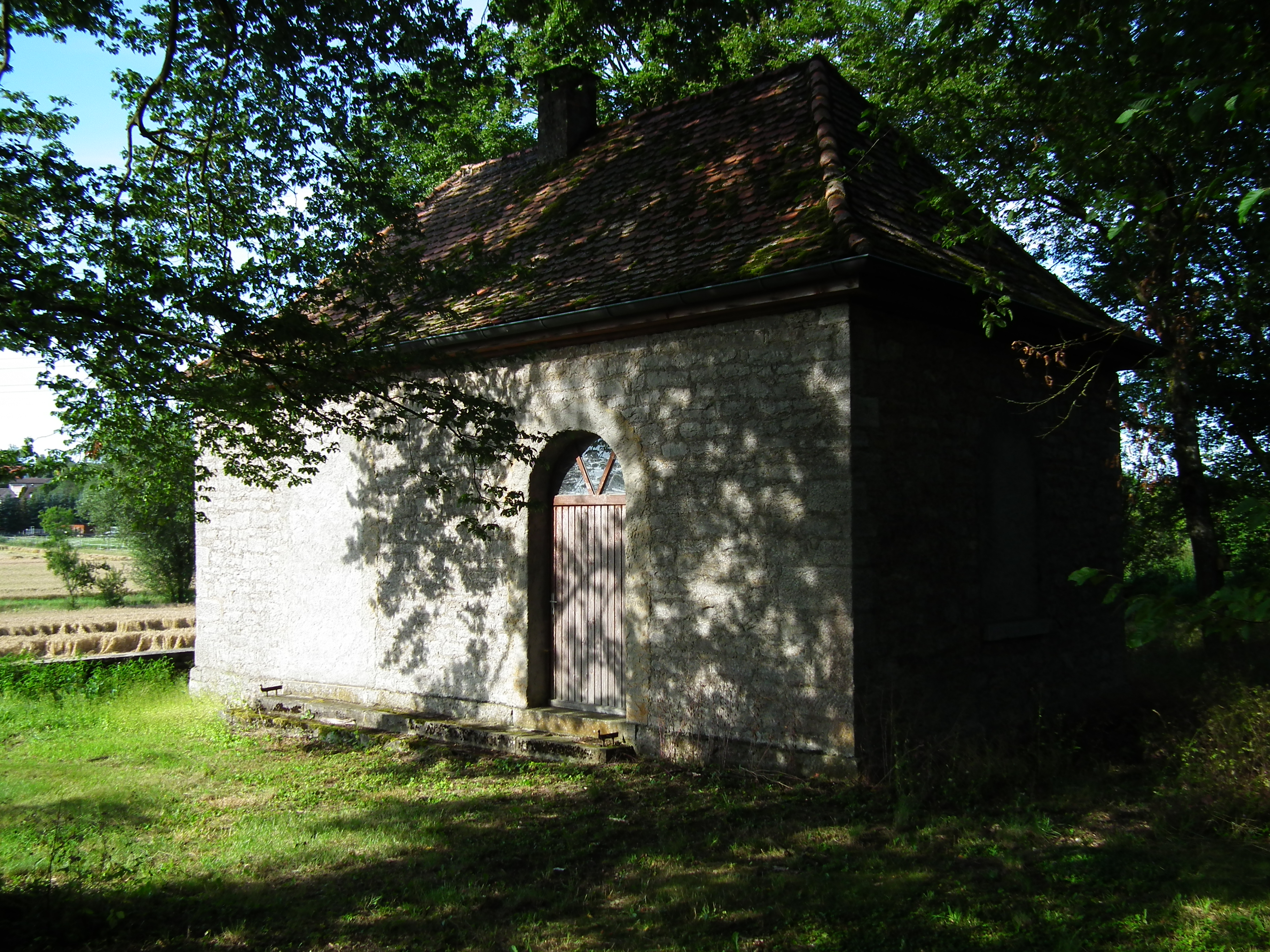
Taharahaus in Allersheim

Das Taharahaus in Allersheim, einem Ortsteil der Marktgemeinde Giebelstadt im unterfränkischen Landkreis Würzburg, wurde 1927/28 errichtet. Das Taharahaus auf dem jüdischen Friedhof ist ein geschütztes Baudenkmal. 
Die Bayerische Israelitische Gemeindezeitung schrieb am 1. April 1929: „Einweihung des neu erbauten Friedhofshauses in Allersheim. (...) Auf diesem altehrwürdigen Friedhof fand nun am 20. Januar 1929 eine eindrucksvolle Feier statt. Sie galt der Übernahme des neu erbauten Friedhofshauses, das den Raum für die Vornahme der Tacharah und die Halle für die Abhaltung der Trauerfeiern und für die Versammlung des Trauergefolges umfasst. Es ist ein einfacher, aber zweckentsprechender und in seiner Schlichtheit schöner Bau. Die Initiative zur Errichtung des Baues ging von dem Vorstand der Israelitischen Friedhofs-Korporation Allersheim, Herrn Vitus Weikersheimer in Gaukönigshofen, aus. In unermüdlicher Tätigkeit interessierte er private und öffentliche Geber, bis die Finanzierung sichergestellt war. Neben der Opferwilligkeit von etwa 100 privaten Spendern und einer Bewilligung seitens des badischen Oberrates ist die Bereitstellung der Mittel vor allem der wohlwollenden Unterstützung des Verbandes bayerischer israelitischer Gemeinden zu verdanken, der durch eine größere Subvention und ein zinsloses Darlehen den Bau mit ermöglichte. (...) Außer den Vertretern und zahlreichen Mitgliedern der beteiligten Gemeinden waren auch sehr viele christliche Bürger der umliegenden Ortschaften erschienen – ein Beweis des harmonischen Zusammenlebens der Konfessionen in unserer Gegend. Auch vom Bezirksamt Ochsenfurt war ein Begrüßungsschreiben eingelaufen.“